# Schkam Indian Reserve 2
Schkam Indian Reserve 2 är ett reservat i Kanada.   Det ligger i provinsen British Columbia, i den södra delen av landet, 3 400 km väster om huvudstaden Ottawa.
I omgivningarna runt Schkam Indian Reserve 2 växer i huvudsak barrskog. Runt Schkam Indian Reserve 2 är det ganska glesbefolkat, med 35 invånare per kvadratkilometer.